# Емилиано Сапата
Емилиано Сапата Саласар (на испански: Emiliano Zapata Salazar) е мексикански революционер, един от водачите на Мексиканската революция.
Изключително популярен сред селяните и индианците в южната част на страната, той е определян от по-консервативните си съвременници като варварин, терорист и бандит. Днес многобройни улици, училища, както и повече от десет града в Мексико носят неговото име. В същото време революционното движение на сапатистите, противопоставящо се на правителството, също е наречено на него.

## Ранни години
Емилиано Сапата е роден в средно заможното селско семейство на Габриел Сапата и Клеофас Саласар в село Аненекуилко в централния щат Морелос. Родителите му притежават собствена земя и в миналото са привърженици на Порфирио Диас. Самият той в младостта си е известен с привързаността си към модно облекло.
Сапата се включва активно в местната политика. През 1909 е избран за ръководител на селския комитет, който трябва да представлява селото пред властите. Макар самият той да е от смесен метиски произход, той се присъединява към движението за защита на правата на индианците в щата. Участва в мирното преразпределяне на земята на няколко асиенди и наблюдава постоянните конфликти между селяни и земевладелци. Той се застъпва за селяните пред правителството на щата и, след като не постига големи успехи, организира въоръжени групи, с които се опитва да наложи насилствено възгледите си.

## Революцията от 1910
През 1910 управлявалият повече от 30 години Порфирио Диас допуска до президентските избори кандидати на опозицията, най-влиятелният сред които е Франсиско Мадеро. Емилиано Сапата го подкрепя, но в деня на изборите Мадеро и няколко хиляди негови привърженици са арестувани. В страната започват бунтове и се образуват партизански групи. Сапата взема активно участие в този процес и оглавява армията в Морелос – Освободителната армия на Юга (Ejército Libertador del Sur).
През май 1911 бунтовническите армии, водени от Емилиано Сапата, Панчо Виля, Паскуал Ороско и други, отстраняват президента Диас и е съставено временно правителство, начело с Франсиско Леон де ла Бара. Малко по-късно президент става Франсиско Мадеро. Проведени са известни поземлени реформи, но Сапата остава недоволен и не успява да убеди Мадеро да преразпредели едрите поземлени владения между селяните. Отношенията между двамата се влошават и през ноември Сапата заминава в Пуебла, където обявява Плана от Аяла, предвиждащ радикални поземлени реформи.
Сапата мобилизира отново Освободителната армия на Юга, започвайки открит бунт срещу правителството на Мадеро. Той е подкрепен и от други ръководители на революцията, като Паскуал Ороско и Емилиано Васкес Гомес. Мадеро прави няколко неуспешни опита да прекрати съпротивата на въстаниците, но в началото на 1913 е свален с военен преврат, организиран от генерал Викториано Уерта (исп. Victoriano Huerta), и е убит.

## Война срещу Хуерта и Каранса
Репресивните мерки, предприети от Хуерта, засилват въоръжената съпротива срещу него. Армията на Сапата значително се увеличава, а много дотогавашни привърженици на Мадеро се групират на север под ръководството на Панчо Виля. Политическата опозиция се обединява в коалиция, начело с Венустиано Каранса, който с подкрепата на бунтовниците отстранява правителството на Хуерта.
Не след дълго Каранса влиза в конфликт с доскорошните си съюзници. Войски, командвани от Алваро Обрегон, успяват да потушат съпротивата на Панчо Виля, но частите на Сапата на юг остават активни. Въпреки това противоречията между отделни фракции се засилват. Правителството обявява награда за главата на Емилиано Сапата и се опитва да привлече отделни командири от армията му.

## Смърт и наследство
На 10 април 1919 г. Сапата отива на среща в хасиендата Сан Хуан в Чинамека с правителствения офицер полковник Хесус Гуахардо, надявайки се да го привлече на своя страна, но е убит. Тялото му е отнесено в Куаутла, където Гуахардо получава половината от обявената награда.
След смъртта на Сапата Освободителната армия на Юга бавно се разпада. Някои от предишните му офицери, като Хеновево де ла О, се присъединяват към силите на Обрегон, а други се отказват от бунта след свалянето на Каранса.
Днес името на Сапата носят многобройни училища, улици, жилищни комплекси и други. На него е наречена линия на метрото в град Мексико, както и много градове, сред които Емилиано Сапата (Морелос) и Емилиано Сапата (Веракрус).

## Сапата в популярната култура
- „Viva Zapata!“, филм на Елия Казан от 1952 с Марлон Брандо в ролята на Сапата
- Филм на Хайме Фернандес от 1966
- Филм на Тони Дейвис от 1969
- Филм на Антонио Агилар от 1970
- Филм на Алехандро Фернандес от 2002 (на нахуатъл)
- „Zapata: El sueño de un héroe“, филм от 2004
- „Zapata's Blood“, песен на музикалната група Rage Against The Machine